# 福島第二核電廠
福島第二核電廠（日语：／ fukushima daini genshiryoku hatsudensho ?），是一座位于日本福島縣雙葉郡富岡町（一部分也位于楢葉町）的核能發電廠。由東京電力所操作營運。简称为或2F（にエフ）。此發電廠在福島第一核電廠的南方約10公里處。2011年日本东北地方太平洋近海地震後已停止運作，雖然沒有像福島第一核電廠發生爐心熔毀與放射線外洩的重大事故，但东京电力於2019年7月31日决定废炉。
另外，虽然该核电站位于福岛县，但福岛县并不是东京电力的业务地区，而是东北电力的业务地区。

## 历史事故
- 2011年（平成23年）
  - 3月11日：日本东北发生大地震，核电站全部3个机组中两个送电系统失灵，受其後地震引发的海啸影响，完全失去电源的原子炉丧失了冷却机能[2]。
  - 3月12日5时22分：堆芯温度超过100°C，根据原子力灾害对策特别措置法，日本政府宣布福岛第二核电站进入紧急状态[3]。
  - 3月15日：全部机组进入稳定的“冷温停止”状态。一度发布紧急事态宣言的3个机组全部脱离了紧急状态[4]。
  - 3月18日，日本原子能安全保安院宣布结果，第二核电站的1、2、4号机组被暂评为国际核事件分级3级事故。
  - 3月30日：1號機组渦輪機房被發現冒煙[5]。
  - 12月26日：东京电力宣布解除紧急状态。
- 2012年（平成24年）2月8日：地震发生後媒体首次公开福岛第二核电站内部情况[6]。
- 2019年（令和元年）7月31日：东京电力决定废止福岛第二核电站[1]。

## 震灾影响
2011年3月，福岛第二核电站发生核事故，遭到海啸袭击后的反应堆的冷却功能一度丧失，在3月11日18时33分，被迫发出10条紧急报告。3月12日5时，由于核电站反应堆温度超过100摄氏度，基于核事故紧急处置法的15条报告被紧急发出。不过在3月15日，1、2、4三个反应堆完成冷停机工作，反应堆暂时安全。3月18日，日本核安全保安院根据国际核事件分级表定性本次事故为第3级。

## 發電設備
总功率：440万kW（2013年1月）
| 核子反應爐 | 核子反應爐形式                     | 反應爐製造商 | 土木施工            | 首次启动      | 固定功率  | 现状                       |
| ---------- | ---------------------------------- | ------------ | ------------------- | ------------- | --------- | -------------------------- |
| 1號機      | 輕水型沸水式反應爐（Mark 2）       | 東芝         | 鹿島建設            | 1982年4月20日 | 110萬千瓦 | 受2011年东北地震影响报废中 |
| 2號機      | 輕水型沸水式反應爐（Mark 2改良型） | 日立         | 鹿島建設            | 1984年2月3日  | 110萬千瓦 | 受2011年东北地震影响报废中 |
| 3號機      | 輕水型沸水式反應爐（Mark 2改良型） | 東芝         | 鹿島建設            | 1985年6月21日 | 110萬千瓦 | 受2011年东北地震影响报废中 |
| 4號機      | 輕水型沸水式反應爐（Mark 2改良型） | 日立         | 清水建設 竹中工務店 | 1987年8月25日 | 110萬千瓦 | 受2011年东北地震影响报废中 |

## 關連項目
- 2011年東北地方太平洋沖地震
- 控制棒拔出事件
- 東北綜警常駐

## 外部連結
- 東京電力 （页面存档备份，存于）
- 東京電力・福島第二原子力発電所 （页面存档备份，存于）